# Erigorgus planus
Erigorgus planus är en stekelart som beskrevs av Dasch 1984. Erigorgus planus ingår i släktet Erigorgus och familjen brokparasitsteklar. Inga underarter finns listade i Catalogue of Life.